# ヴァイオリン弾き (オスターデの絵画)
『ヴァイオリン弾き』（ヴァイオリンひき、蘭: Vioolspeler、英: The Fiddler）は、オランダ絵画黄金時代の画家アドリアーン・ファン・オスターデが1673年に板上に油彩で制作した絵画である。画面下部右側の板の上に「Av. OSTADE. / 1673」という画家の署名と制作年が記されている。1768年にウィレム5世 (オラニエ公)のコレクションに入ったが、ナポレオン戦争中にフランス軍に接収され、1795-1815年の間、パリの中央美術館 (現在のルーヴル美術館) に展示されていた。1816年に返還された後、作品はデン・ハーグのウィレム5世ギャラリーでの展示を経て、1822年以降、デン・ハーグのマウリッツハイス美術館に所蔵されている。

## 作品
ファン・オスターデは、50年以上におよぶ画業の中で800点以上の油彩画、400点以上の素描、そして50点ほどのエッチングを制作し、オランダ黄金時代の最も多作な画家である。1625-1631年にかけてハールレムに暮らしたフランドルの画家アドリアーン・ブラウエル (1605/06-1638年) の先例に倣い、ファン・オスターデはオランダでいち早く農民たちのいる情景を専門に描く画家となった。彼はヤン・ステーンのお手本となったが、その師匠であった可能性もある。

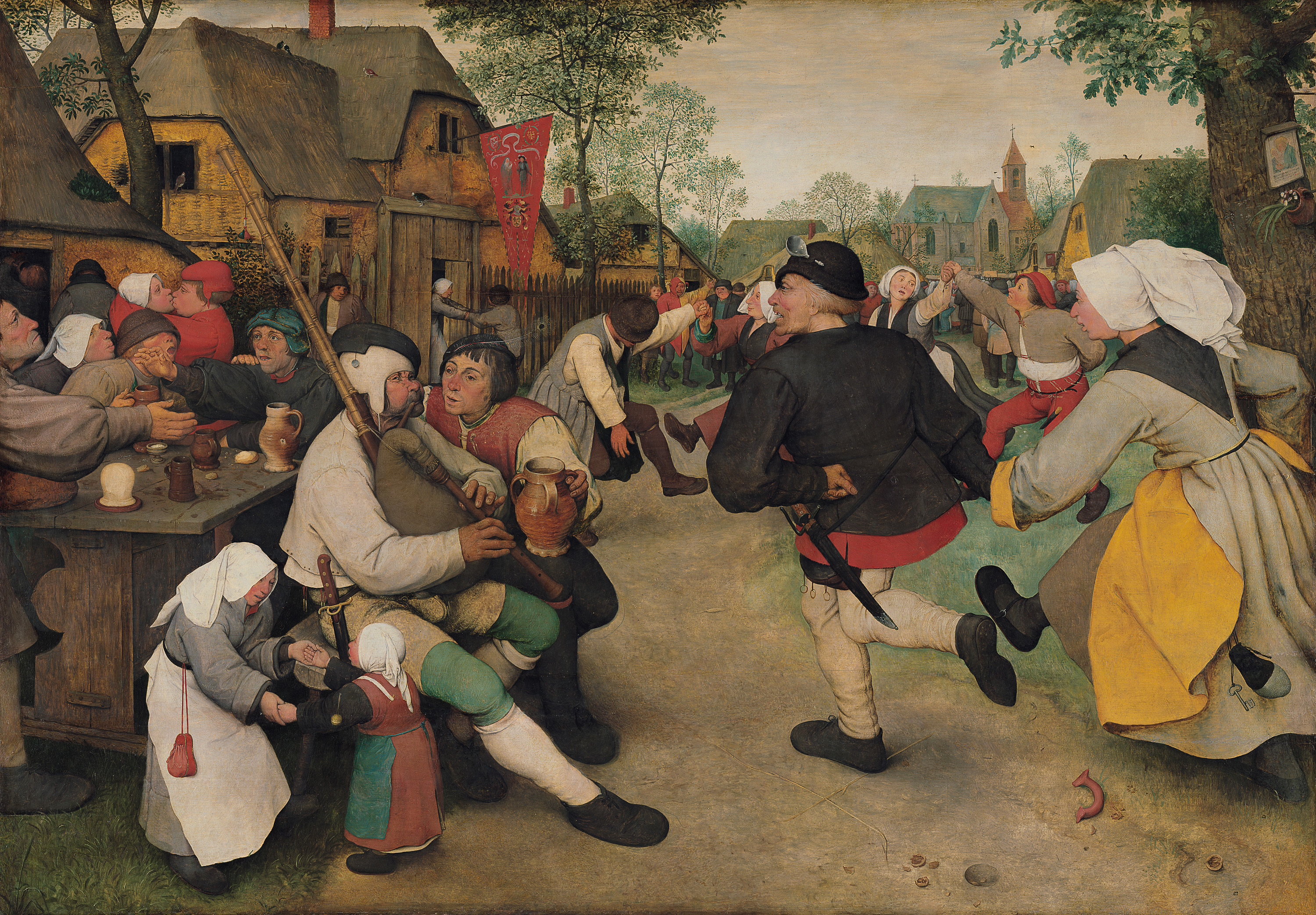
ピーテル・ブリューゲル『農民の踊り』 (1568年ごろ)、美術史美術館、ウィーン

この絵画に描かれているのは田舎の情景である。左側には旅回りのヴァイオリン弾きが登場するが、こうした旅回りの音楽奏者や物乞いを表した絵画は16世紀のフランドルの巨匠ピーテル・ブリューゲルとその周辺の画家が描いた縁日の情景にさかのぼる。
この場所が居酒屋であることは、ドアの右上に水差しが吊るしてあることからわかる。年配の女性が下半分だけのドアの上から身を乗り出すようにして、ヴァイオリン弾きとハーディ・ガーディを持つ相棒の少年が奏でる音楽を楽しんでいる。彼女の背後には、外の騒ぎを覗こうとしている2人の客の姿も見える。居酒屋の外には何人かの子供と男性が1人おり、男性は特大のジョッキを片手に壁にだらしなく寄りかかっている。
ここには、ありふれた日常から切り取られた細部描写がふんだんに見られる。右手のヨチヨチ歩きの子供は靴の片方をどこかでなくしたようである。ドアの左側には家畜の競りを予告する張り紙が見え、ヴァイオリン弾きの背後の豚小屋の上にはハチの巣が2つ立てかけてある。画面左上の斜めに突き出した棹と支えの間には、クモの巣も描かれている。
なお、1673年に描かれた本作には、画家後期の色彩の特徴をなす紫、赤色を主体に、実に細かく、正確な筆さばきが見られる。また、特に顔を描くのには非常に細い筆が用いられている。